# Combate de Macontene
Combate de Macontene (1897) é a designação pela qual ficaram conhecidos na historiografia portuguesa os recontros travados no contexto das campanhas de pacificação de Moçambique na região de Macontene, uma planície do actual distrito de Chibuto, situada a cerca de 10 km daquela vila, na província de Gaza. Os combates ocorreram entre forças expedicionárias do Exército Português, mas integrando grande número de homens recrutados localmente e em outras colónias portuguesas de África, e forças dos povos vátuas comandadas pelo líder insurgente Maguiguana.
O primeiro recontro ocorreu em Maio de 1897 entre guerreiros vátuas, comandados por Maguiguana, e dois corpos expedicionários portugueses. Depois de uma batalha inconclusiva, a 22 de Maio de 1897 o primeiro corpo expedicionário, comandado pelo capitão Gomes da Costa, governador de Gaza, retirou-se para Chibuto depois de ter atacado o acampamento vátua. Na continuação da operação, a 21 de Julho de 1897, o segundo corpo expedicionário, comandado pelo governador-geral de Moçambique, Joaquim Augusto Mouzinho de Albuquerque, destroçou por completo as forças de Maguiguana, que morreu em combate. Desta derrota resultou a ocupação portuguesa de Gaza e uma paz que com poucos incidentes duraria cerca de 60 anos, até ao dealbar da luta pela independência de Moçambique na década de 1960.